# 似恐鹤丹尼尔隼
丹尼尔隼（学名：Danielsraptor，意为“迈克尔·丹尼斯的盗贼”）是一种发现于早始新世英国伦敦粘土组的早期隼形目鸟类。属下有且仅有似恐鹤丹尼尔隼（学名：D. phorusrhacoides）一个仅发现了部分骨骼的物种，该物种有着与恐鹤相似的喙形。